# Donnie Yen
Donnie Yen Ji-Dan (chinês tradicional: 甄子丹, Zhēn Zǐdān; Guangzhou, huangdong, China, 27 de julho de 1963) é um ator chinês de Hong Kong, artista marcial, dublê, diretor, produtor, coreográfo de cenas de ação e medalhista do campeonato mundial de Wushu.

## Vida pessoal
Ele se mudou com a família para Hong Kong com apenas dois anos de idade. Depois, aos 11 anos, migrou com os pais para Boston, nos Estados Unidos. Por influência da mãe, Donnie passou a se interessar por artes marciais e assistiu a vários filmes de Kung fu, especialmente os de Bruce Lee, um exemplo admirado e respeitado por ele.

## Carreira
Em 1984, Donnie foi escolhido por Yuan Heping, famoso diretor de filmes de ação de Hong Kong, para atuar no seu primeiro filme "Xiao Taiji". A história fala de um jovem, Chen, interpretado por Donnie Yen, que aprende Tai-chi, um tipo de luta chinesa tradicional, para vingar a morte do pai e do irmão. Pelo talento incrível em Kung fu, Donnie se tornou famoso no local. Depois disso, ele ficou com o papel principal em vários filmes como "In the line of duty 4", "New dragon inn" e "Tiger Cage". A cada atuação, Donnie tenta renovar seu estilo e agregar novas técnicas de luta para levar diferentes experiências visuais para o público.
Em 1995, Yen estrelou como Chen Zhen na série de televisão Fist of Fury, produzida pela ATV, adaptada do filme de 1972 do mesmo título, estrelado por Bruce Lee como Chen Zhen. Yen reprisou seu papel como Chen Zhen no filme de 2010 Legend of the Fist: O Retorno de Chen Zhen.
Em 1997, Donnie dirigiu o seu primeiro filme, "Legend of the wolf". A história fala das memórias tristes de um idoso, Feng, interpretado por Donnie Yen, um assassino aposentado e excelente lutador de kung fu. Além de cenas excitantes de luta, o filme também mostra os conflitos psicológicos do protagonista.
Em 2002, Donnie atuou no filme "Herói", dirigido por Zhang Yimou. A história fala sobre um assassino, Wu Ming, que tenta matar Ying Zheng, primeiro imperador da dinastia Qin da China. Donnie interpretou Chang Kong, outro assassino com talento incrível em Kung fu. O elenco também conta com estrelas como Jet Li e Maggie Cheung. O filme estreou em 14 de dezembro de 2002 e arrecadou US$ 177 milhões em todo o mundo. Em 2003, "Herói" foi indicado ao prêmio de melhor filme estrangeiro no Oscar.
Yen coreografou a maior parte da animação de luta no jogo eletrônico Onimusha 3: Demon Siege de 2004, que contou com os atores Takeshi Kaneshiro e Jean Reno. Yen continuou a ser ativo no cinema de Hong Kong nos anos 2000, estrelando como Chu Zhaonan no filme épico de Tsui Hark, Seven Swords, e como Ma Kwun no brutal drama policial de Wilson Yip, SPL: Sha Po Lang, em 2005. Ambos os filmes foram exibidos em o Toronto International Film Festival de 2005. Mais tarde naquele ano, Yen co-estrelou com Nicholas Tse e Shawn Yue no Dragon Tiger Gate de Wilson Yip, uma adaptação da série oriental Heroes de Wong Yuk-long. Yen também trabalhou como coreógrafo em Stormbreaker, estrelando Alex Pettyfer. Yen continuou a trabalhar com Wilson Yip em Flash Point (2007), no qual ele estrelou o personagem principal e atuou como produtor e coreógrafo de ação para o filme. Ele ganhou o prêmio de melhor coreografia de ação no Golden Horse Film Awards e no Hong Kong Film Awards por sua atuação em Flash Point.
Em 2008, Yen estrelou Ip Man, um relato semi-biográfico de Yip Man, o mestre Wing Chun de Bruce Lee. Ip Man marcou a quarta colaboração de Yen com o diretor Wilson Yip, reunindo-o com seus colegas no SPL: Sha Po Lang, Sammo Hung e Simon Yam. Ip Man tornou-se o maior sucesso de bilheteria até hoje, apresentando Yen no papel principal, arrecadando HK $ 25 milhões em Hong Kong e 100 milhões de yuans na China.
Em 2009, Donnie fez o filme "Guarda-costas e assassinos". A história se passa em 15 de outubro de 1906 e conta sobre um grupo heterogêneo de pessoas, como um negociante, um mendigo e um estudante. Eles tinham a mesma tarefa, proteger Sun Yat-sen, famoso revolucionário da China. O filme arrecadou US$ 50 milhões na Ásia e ganhou oito prêmios no 29° Festival de Cinema de Hong Kong.
Em agosto de 2011, enquanto Yen estava de férias com sua família nos Estados Unidos, ele teria recebido um convite do produtor Avi Lerner para estrelar The Expendables 2. Foi afirmado que Yen estava considerando a oferta, tinha muitos filmes à mão, e esperaria até decidir se o roteiro lhe agradava. Mais tarde, Yen revelou à mídia de Hong Kong que ele havia rejeitado o papel.
Em 2011, Yen revelou que ele estava se aventurando em outros gêneros cinematográficos e tinha assumido dois papéis de comédia seguidos, em All's Well, Termina Bem 2011 e Tudo Está Bem, Termina Bem 2012, e estaria trabalhando com Carina Lau na antiga e Sandra Ng no último. Ambos os filmes obtiveram enorme sucesso crítico e de bilheteria e comprovaram a versatilidade de Yen como ator.
O Yen fez uma pausa de seis meses no segundo semestre de 2011, após as filmagens de The Monkey King 3D, explicando que queria passar mais tempo com sua família e com seus filhos com mais frequência durante seu crescimento.
Em 2012, Yen retornou à indústria cinematográfica e começou as filmagens de Special ID, em que ele interpretou o papel principal, um policial disfarçado, e também assumiu o papel de coreógrafo. Em 2013, foi relatado que Donnie Yen seria o protagonista de The Iceman Cometh 3D, um filme de ação sci-fi que trata de viagem no tempo e que foi filmado em 3D. Yen confirmou que o MMA seria usado em ambos os filmes acima mencionados.
Em fevereiro de 2013, a Weinstein Company confirmou que comprou os direitos da sequela Crouching Tiger, Hidden Dragon e entrou em contato com o Yen para jogar a liderança masculina. Em março de 2013, revistas de Hong Kong publicaram fotos de Harvey e Bob Weinstein viajando para Hong Kong para se encontrar com Yen e persuadi-lo a aceitar a oferta. Foi relatado que Yen estava considerando o papel e citado como dizendo: "O primeiro é que o meu calendário este ano é muito lotado. O segundo é que o primeiro filme já é um clássico. Eu tenho medo da pressão, que o original não pode ser superado ".
Em maio de 2013, durante o Festival de Cinema de Cannes, a Weinstein Company anunciou que Yen interpretaria o papel principal de Silent Wolf na sequência de Crouching Tiger, intitulado Crouching Tiger, Hidden Dragon: Sword of Destiny, ao lado de Michelle Yeoh. seu papel como Yu Shu Lien, e com o diretor Yuen Woo-ping, mentor de Yen. Foi revelado que o filme seria filmado em inglês e mandarim para atrair o mercado internacional.
Também foi revelado durante a conferência de imprensa do Crouching Tiger, Hidden Dragon II que a Weinstein Company obteve os direitos de Seven Samurai de Akira Kurosawa, estava planejando um remake e estava negociando com Yen, George Clooney e Zhang Ziyi para estrelar o filme. Donnie Yen recusou a oferta devido a conflitos de agendamento para as filmagens de Ip Man 3.
No final de março de 2015, o Ip Man 3 foi anunciado. Yen reprisou seu papel como o personagem principal, o mestre de artes marciais de Bruce Lee, Ip Man. Pugilista aposentado e ex-campeão dos pesos pesados Mike Tyson foi confirmado para se juntar ao elenco. Donnie Yen mencionou que ele era um grande fã de Mike Tyson, assistiu muitas de suas lutas profissionais de boxe, e estava animado para trabalhar com ele. Mike Tyson afirmou durante uma conferência de imprensa que ele era um grande fã de Donnie Yen e assistiu os dois primeiros filmes de Ip Man mais de três vezes cada e teve a honra de ser convidado para a última parte da trilogia.
A fotografia principal para Ip Man 3 começou em 25 de março de 2015, e o filme finalizado foi lançado em dezembro de 2015 em partes da Ásia e em todo o mundo no início de 2016 para revisões geralmente favoráveis.
Em 2016, Yen co-estrelou no filme Antologia de Star Wars, Rogue One, como Chirrut Îmwe, o guerreiro cego transitório semelhante a Zatoichi. Em 12 de fevereiro de 2016, foi confirmado que Yen substituiria Jet Li no papel de Xiang no próximo filme de ação xXx: Return of Xander Cage.
Para a promoção do XXx: Return of Xander Cage, a Paramount focou esforços de marketing em Donnie Yen na China e na maior parte da Ásia, colocando-o na frente dos cartazes do filme à frente de Vin Diesel e compartilhou clipes e resenhas do desempenho de Yen no filme no popular site de mídia social chinesa Weibo. Os esforços da Paramount funcionaram muito bem na China. O xXx foi o número um em seu primeiro fim de semana, com US $ 61,9 milhões, e cruzou a marca de US $ 100 milhões em apenas seis dias, com US $ 22,2 milhões vindo do Dia dos Namorados, depois de elogiar a performance de Donnie Yen. cinema.
O desempenho de Yen tanto em Rogue One como em xXx: Return of Xander Cage recebeu respostas extremamente positivas dos críticos e do público em geral. Para Return of Xander Cage, muitos sites de mídia incluindo Variety, Los Angeles Times, Screen Anarchy e Budomate elogiaram o desempenho de Yen e o creditaram como o destaque do filme e roubando todas as cenas em que ele está. No caso de Rogue One, além de elogios da crítica, o desempenho de Yen também foi aplaudido por platéias em todo o mundo. Em uma pesquisa oficial na página de Star Wars, na qual mais de 40.000 pessoas votaram, o personagem de Yen, Chirrut Îmwe, foi eleito o personagem favorito de Rogue One.
Enquanto Yen estava filmando xXx: O retorno de Xander Cage no Canadá, ele recebeu muitos telefonemas de estúdios de Hollywood e diretores por ofertas de colaboração. Ao mesmo tempo, o diretor de Hong Kong, Wong Jing, voou pessoalmente para o Canadá para convidar Yen para estrelar seu filme Chasing the Dragon, um remake do premiado filme To be Number One. Yen finalmente aceitou a oferta e desempenhou um papel não tradicional de um vilão com cenas de luta limitadas e a oportunidade de trabalhar ao lado de Andy Lau.
Em setembro de 2017, Chasing the Dragon foi lançado com críticas extremamente positivas dos críticos, citando a versatilidade de Yen como ator e sua incrível interpretação do falecido Ng Sek Ho, o personagem principal do filme. Chasing the Dragon também foi um enorme sucesso com o público na maior parte da Ásia. Em Hong Kong, Chasing the Dragon é classificado como um dos cinco melhores filmes de Hong Kong em 2017.
Em 2017, Yen recebeu um telefonema do velho amigo Jack Li e do CEO da Alibaba, Jack Ma, sobre uma potencial colaboração em um filme de artes marciais conhecido como Gong Shou Dao - para promover uma nova forma de Taiji como esporte olímpico no futuro. ] Yen estava de férias com sua esposa para.

## Endossos
Em 2011, a Jacob & Co apresentou Donnie Yen como embaixador da marca.
Em janeiro de 2016, o Resorts World Sentosa nomeou Yen e sua esposa, Cissy Wang, como embaixadores e porta-vozes da marca.

## História, estilo e filosofia das artes marciais
Yen descreve a si mesmo como um artista de artes marciais mistas. Ele aprendeu Tai Chi desde tenra idade sob a tutela de sua mãe. Ele então queria aprender Taekwondo em sua adolescência, ganhando um 6º Dan no processo. Na época, o time de Wushu de Pequim tinha um olheiro nos Estados Unidos e convidou Yen para Pequim, na China, onde começou a treinar no Instituto de Esportes de Pequim, a mesma academia onde o campeão transformado em Jet Li treinou; é aqui que os dois cruzaram caminhos pela primeira vez.
Após seu retorno aos Estados Unidos, Yen ganhou medalhas de ouro em várias competições de wushu.
Yen mais tarde descobriu e buscou conhecimento sobre outros estilos de artes marciais; mais tarde, ele tirou os cinturões preto e roxo do judô e do Brazilian Jiu-Jitsu, respectivamente, e passou a estudar a arte do Parkour, Wrestling, Muay Thai, Kickboxing e Boxe sob vários treinadores. Sua exposição às artes marciais mistas (MMA) foi aumentada quando ele voltou para os Estados Unidos de 2000 a 2003. Enquanto fazia sua estreia em Hollywood, ele também tirou uma folga para aprender as várias formas de artes marciais. O progresso de Yen ficou evidente quando ele retornou à Ásia, onde implementou seu novo conhecimento sobre o MMA, exibido em filmes como SPL: Sha Po Lang (2005), Flash Point (2007) e Special ID (2013).
Perto do final de 2007, Yen adicionou um novo sistema de artes marciais ao seu arsenal. Foi-lhe oferecido o papel de mestre do Wing Chun e mentor da estrela de cinema Bruce Lee, Ip Man, em um filme de 2008 em homenagem ao grande mestre. Ele trabalhou duro e estudou Wing Chun sob o filho mais velho de Ip Man, Ip Chun, por 9 meses antes de enfrentar o papel. Ip Chun desde então elogiou Yen por seu esforço, suas habilidades como artista marcial, e sua capacidade de compreender o conceito completo de Wing Chun muito mais rápido do que qualquer outra pessoa que ele tenha ensinado.
Yen acredita que combinar muitas artes marciais juntas produzirá o estilo mais eficaz e harmonioso. Yen disse: "Quando você assiste meus filmes, você está sentindo meu coração". [58] Ele acredita em combate prático, e em sua opinião, o MMA é o tipo mais autêntico de combate prático. Ele mencionou que teria competido no Ultimate Fighting Championship se não tivesse uma lesão no ombro recorrente.

## Experiência de luta real e proezas
Donnie Yen era um rebelde quando era jovem, devido às enormes expectativas e pressões de seus pais, já que sua mãe é a fundadora do Instituto Chinês de Pesquisa Wushu, em Boston, e seu pai era estudioso e músico. Yen se juntou a uma gangue Chinatown em Boston, MA, em seus primeiros anos. Ele era um adolescente muito curioso que procurava trocar conhecimentos de artes marciais com pessoas de diferentes origens de artes marciais, o que o levou a adquirir conhecimentos profundos em artes marciais práticas e ter a reputação de brigão de rua.
Uma ocasião relatada confirma Yen como sendo um artista marcial eficiente. De acordo com as notícias dos canais de notícias de Hong Kong no final dos anos 90, Yen estava em uma boate com sua então namorada, Joey Meng. Dentro da boate, Joey foi assediado por uma gangue problemática que se interessou por ela. Yen os avisou para deixá-la em paz, mas eles persistiram em causar problemas. Quando Yen e Joey deixaram o clube, a gangue seguiu e atacou Yen. Yen espancou oito membros da gangue que depois foram hospitalizados.
Estrela das Artes Marciais da Malásia Michelle Yeoh disse que Donnie Yen é o cara mais rápido com quem já trabalhou. Outras estrelas de artes marciais como Jackie Chan e Jet Li também afirmaram que o Yen pode ser o melhor lutador em termos de combate prático no universo cinemático asiático.
Lutadores de classe mundial, como o ex-Strikeforce Middleweight Champion Cung Le e ex-campeão mundial de boxe pesado Mike Tyson, que trabalharam com Donnie Yen nos filmes Guarda-costas e Assassinos e O Grande Mestre 3, respectivamente, afirmaram que Donnie Yen é um incrível artista marcial e faria bem em combate autêntico. Durante as filmagens de Ip Man 3, os membros da tripulação ficaram com medo de que Mike Tyson, que havia sido um boxeador profissional, se esquecesse da coreografia e jogasse socos de verdade para ferir Yen. No entanto, foi finalmente Yen que fraturou o dedo de Tyson enquanto usava o cotovelo para bloquear os golpes de Tyson.

## Coreografia de ação
Donnie Yen foi considerado como um dos principais coreógrafos de ação do mundo, tendo sido convidado por Hollywood para coreografar blockbusters como Blade II, Highlander: Endgame e Shanghai Knights. Na Ásia, ele é o coreógrafo de ação para a maioria de seus filmes e ganhou vários prêmios por sua coreografia de ação.
Os trabalhos mais famosos de Yen incluem filmes como Flash Point e SPL: Sha Po Lang. Ele mencionou que as principais diferenças na produção cinematográfica na Ásia e em Hollywood são no que diz respeito à liberdade e controle. Na Ásia, o coreógrafo de ação assume a cena durante a cena da luta. Isso significa que, para cenas de ação filmadas na Ásia, o coreógrafo se torna o diretor e tem total controle sobre o posicionamento das câmeras

## Musculação e transformação para papéis
Em seu auge, Donnie estava em 1,5 metro e pesava 65 quilos. Donnie Yen é conhecido por ser um ator muito bem construído e musculoso. Dentro da indústria cinematográfica de Hong Kong, Yen é conhecido por sua aptidão física, força e velocidade alcançada através do uso de um regime de condicionamento físico rigoroso e disciplinado para aumentar a força e a forma física.
No entanto, apesar de sua construção muscular, Yen ganhou uma tremenda atenção por sua dedicação aos seus papéis e pelos comprimentos a que ele vai para alcançar a construção física e a aparência dos personagens que ele interpreta. Em 2007, Yen perdeu mais de 30 libras para atingir o peso de 120 libras para melhor retratar o esbelto Ip Man e as técnicas do Wing Chun, que se concentra nas técnicas e não na força. Ele o fez através de um regime muito rigoroso de se limitar a uma refeição por dia.
Em 2010, ainda fresco de O Grande Mestre 2, Yen foi escalado como Chen Zhen em A Lenda do Punho: O Retorno de Chen Zhen, que foi originalmente retratado por Bruce Lee. Ele teve que recuperar seu físico muscular para o papel e levou 6 meses através de uma rotina de dieta muito delicada e dedicada. Concentrando-se em bebidas de alta proteína, suplementos e minerais, ele conseguiu bater 165 libras para o papel. Ele manteve esse volume e físico durante as filmagens de The Bladesman Perdido, no qual ele interpreta Guan Yu, um general chinês conhecido por seu tamanho e habilidades de luta de lança.
Em 2015, Yen reduziu seu físico musculoso mais uma vez para reprisar o papel de Ip Man em Ip Man 3 e por seu papel como o monge guerreiro cego Chirrut Îmwe em Rogue One: A Star Wars Story . Por seu papel como Xiang em XXx: Return of Xander Cage contracenando com Vin Diesel, Yen reconstruiu seu físico.

## Vida pessoal
Yen conheceu sua primeira esposa, Leung Zing Ci (梁靜慈), em 1990. O casal começou a namorar em 1993. Após três meses de namoro, eles se casaram secretamente nos Estados Unidos em novembro de 1993. O casamento terminou em menos de um ano. Depois que seu divórcio foi finalizado, Zing Ci percebeu que ela estava grávida de seu filho, Jeff, que nasceu em 1995.
Yen depois se casou com a ex-rainha da beleza Cissy Wang depois de três meses de namoro. O casal tem dois filhos, Jasmine e James.
Yen afirmou que é um grande fã da organização Ultimate Fighting Championship e assistiu a quase todos os eventos do UFC disponíveis. Em várias entrevistas, ele mencionou que adoraria competir no Ultimate Fighting Championship se não tivesse uma lesão no ombro recorrente.

## Trabalho filantrópico
Em 2012, Donnie Yen e sua esposa Cissy Wang co-fundaram a Go.Asia, uma nova plataforma de caridade on-line que incentiva as pessoas a participar de obras beneficentes e a servir comunidades locais.
Em outubro de 2014, Donnie Yen foi convidado para ser um orador convidado em frente a uma multidão de 20.000 jovens para o We Day Vancouver, onde falou sobre as dificuldades que enfrentou e como superou as dificuldades para se tornar a estrela das artes marciais.
Em 2015, o Yen visitou campos de refugiados na Tailândia, trazendo doações e presentes para os refugiados. Donnie Yen é também um embaixador da instituição de caridade internacional conhecida como Save the Children.
Em dezembro de 2015, o Yen criou um fundo de caridade conhecido como "Yen's Honour Protection Fund". O objetivo do fundo era capacitar mais celebridades para usar a lei como um escudo para proteger e defender sua própria honra e reputação. Yen disse que "[Ele procura] ajudar e prestar ajuda a todos que precisam, mais importante para curar e reparar os corações e dignidades que foram afetados". Este fundo foi criado em resposta a uma vitória judicial que Yen ganhou contra Geng Weiguo (também conhecido como Tan Bing), que intencionalmente caluniou e difamava Yen para atacar sua reputação fabricando mentiras para retratá-lo como uma pessoa má e hedionda e contratando internautas ameaçar a família de Yen.

## Prêmios e nomeações
| Ano  | Trabalho nomeado                            | Prêmio                                     | Categoria                                     | Resultado |
| ---- | ------------------------------------------- | ------------------------------------------ | --------------------------------------------- | --------- |
| 1993 | Once Upon a Time in China 2                 | Hong Kong Film Award                       | Melhor Ator de suporte                        | Indicado  |
| 2002 | Iron Monkey                                 | Taurus World Stunt Awards                  | Melhor Luta                                   | Indicado  |
| 2003 | The Twins Effect                            | Golden Horse Awards                        | Melhor Coreografia de Ação                    | Venceu    |
| 2004 | The Twins Effect                            | Hong Kong Film Award                       | Melhor Coreografia de Ação                    | Venceu    |
| 2006 | Kill Zone                                   | Hong Kong Film Award                       | Melhor Coreografia de Ação                    | Venceu    |
| 2007 | Dragon Tiger Gate                           | Hong Kong Film Award                       | Melhor Coreografia de Ação                    | Indicado  |
| 2007 | Dragon Tiger Gate                           | Golden Bauhinia Awards                     | Melhor Coreografia de Ação                    | Venceu    |
| 2007 | Flash Point                                 | Golden Horse Awards                        | Melhor Coreografia de Ação                    | Venceu    |
| 2008 | Flash Point                                 | Hong Kong Film Award                       | Melhor Coreografia de Ação                    | Venceu    |
| 2008 | Flash Point                                 | Taurus World Stunt Awards                  | Melhor Ação em um filme de Língua Estrangeira | Venceu    |
| 2009 | Ip Man                                      | Beijing College Student Film Festival      | Melhor Ator                                   | Venceu    |
| 2009 | Ip Man                                      | Hong Kong Film Award                       | Melhor Ator                                   | Indicado  |
| 2010 | Bodyguards and Assassins                    | Hundred Flowers Awards                     | Melhor Ator                                   | Indicado  |
| 2011 | Legend of the Fist: The Return of Chen Zhen | Hong Kong Film Award                       | Melhor Coreografia de Ação                    | Indicado  |
| 2011 | The Lost Bladesman                          | The 3rd Macau International Movie Festival | Melhor Ator                                   | Venceu    |
| 2011 | Dragon                                      | Golden Horse Awards                        | Melhor Coreografia de Ação                    | Venceu    |
| 2012 | Dragon                                      | Hong Kong Film Award                       | Melhor Coreografia de Ação                    | Indicado  |
| 2014 | Special ID                                  | Hong Kong Film Award                       | Melhor Coreografia de Ação                    | Indicado  |
| 2015 | Youku Night Awards                          | Youku Night Awards                         | Ator mais influêncial de 2014                 | Venceu    |
| 2015 | The Monkey King                             | 15th Huading Awards                        | Melhor Ator                                   | Venceu    |
| 2015 | Kung Fu Jungle                              | Hong Kong Film Award                       | Melhor Coreografia de Ação                    | Venceu    |

## Filmografia
- Yip Man - O Grande Mestre
- Chen Zhen - A Lenda do Punho de Aço (Jing wu feng yun: Chen Zhen)
- O Grande Mestre (Ip Man)
- O Grande Mestre 2 (Ip Man 2)
- O Grande Mestre 3 (Ip Man 3)
- O Grande Mestre 4 (Ip Man 4)
- Guarda Costas e Assassinos (Shi yue wei cheng)
- A Imperatriz e Os Guerreiros (Kong saan mei yan / An Empress and the Warriors)
- Flashpoint (Dou fo sin / Flashpoint)
- Dragon Tiger (Lung fu moon)
- Sete Espadas (Qi jian)
- Comando Final (Saat po long / S.P.L.)
- A Dinastia da Espada (Chin gei bin 2: Fa dou daai jin)
- A Liga Contra o Mal (Chin gei bin / The Twins Effect)
- Bater ou Correr em Londres (Shanghai Knights)
- Herói (Ying xiong / Hero / Jet Li's Hero)
- Blade II - O Caçador de Vampiros (Blade II)
- Highlander - A Batalha Final (Highlander: Endgame)
- Puma - O Guerreiro das Ruas (Der Puma - Kämpfer mit Herz)
- Era Uma Vez na China 2 (Wong Fei Hung II: Nam yi dong ji keung)
- Mismatched Couples
- Identidade Especial (te shu shen fen)
- 14 Lâminas
- Kung Fu Killer
- Rogue One: Uma História Star Wars
- Iceman
- xXx: Reativado